# Jila Baniyaghoob
Jila Baniyaghoob (även Zhīlā Banī Yaʻqūb, persiska: ژيلا بنى يعقوب ) är en iransk journalist och kvinnorättskämpe som fått internationellt erkännande. Som chefredaktör för webbsidan Kanoon Zanan Irani (fokus på iranska kvinnor) tilldelades hon 2009 Courage in Journalism Award av International Women's Media Foundation. Hon har även arbetat för andra reforminriktade tidningar.
I juni 2010 dömdes Baniyaghoob till ett års fängelse och belades med 30 års yrkesförbud.